# Grammoscapha burmana
Grammoscapha burmana är en insektsart som beskrevs av Boris Petrovich Uvarov 1942. Grammoscapha burmana ingår i släktet Grammoscapha och familjen gräshoppor. Inga underarter finns listade i Catalogue of Life.